# Teatro comunale (San Giovanni in Persiceto)
Il Teatro comunale è un teatro situato a San Giovanni in Persiceto, nella città metropolitana di Bologna.

## Storia
Le più antiche notizie riguardanti spazi destinati alle rappresentazioni teatrali risalgono al biennio 1624-1626, quando il Consiglio comunale cedette un'ampia sala, situata all'interno del Municipio, per spettacoli di prosa e di musica ai giovani dilettanti dell'Accademia dei Candidi Uniti.
Trent'anni più tardi, nel 1659, nella stessa sala fu costruito un vero e proprio teatro con strutture lignee a vari ordini di palchi la cui gestione rimaneva affidata all'Accademia. Il teatro doveva sicuramente avere acquisito una certa notorietà, se Charles de Brosses ne segnalò la presenza nelle sue lettere scritte dall'Italia ai familiari fra il 1739 e il 1740.
Essendo ormai pericolante per il grave degrado delle strutture lignee, il Comune nel 1757 invitò gli Accademici a porvi rimedio. Non potendo questi fare fronte alle spese, il Consiglio comunale decretò la costruzione di un nuovo teatro in muratura aperto a tutti i cittadini. 
Il teatro prese il nome di Nuovo Teatro Politeama perché doveva essere adatto ad ogni tipo di spettacolo in sintonia con le nuove esigenze di rappresentazione allora in voga. Avendo concesso il legato pontificio, cardinale Boncompagni, la propria autorizzazione, il teatro fu riedificato al posto del vecchio teatro dell'Accademia nel salone del Municipio. Il Consiglio Comunale affidò il disegno e l'esecuzione del progetto all'architetto Giuseppe Tubertini coadiuvato da Giovanni Dotti e Francesco Tadolini. Durante la costruzione del teatro sorsero polemiche riguardo alle richieste di Tadolini, che aveva presentato una nuova e piuttosto cospicua richiesta di denaro per portare a compimento il teatro. Nel 1788 l'architetto tuttavia diede conto delle spese sostenute.
Il teatro fu inaugurato nel 1790 con la commedia di Camillo Federici Il duca di Borgogna. Ancora però mancavano completamente gli apparati decorativi e le attrezzature da palcoscenico. Il pittore Francesco Santini terminerà di decorare a tempera il teatrino solo nel 1810 e, sotto la guida dello stesso Tubertini, un macchinista e un attrezzista eseguirono il corredo da scena. Nel 1844 Calegari di Bologna costruì il lampadario che nel 1883 fu corredato di movimento a tamburo. Poiché il sipario originale era in cattive condizioni, nel 1846 Girolamo Dal Pane dipinse a tempera un nuovo sipario con la Danza del Boccaccio. Dato che per accedere al teatro si ascendeva a un pianerottolo, e quindi si entrava senz'altro nella platea, fu deciso nel 1850 di costruire finalmente anche un atrio di ingresso. 
Una ristrutturazione completa del complesso fu eseguita negli anni intorno al 1859-1860, diretta dal professore Filippo Antolini e successivamente dall'ingegnere Luigi Ceschi. Venne alzato il tetto sopra il palcoscenico, costruiti i camerini per gli attori, gli inservienti e gli attrezzi. L'accesso ai servizi venne corredato di scale in pietra e il quarto ordine di palchi venne trasformato in loggione. Il celebre ornatista Andrea Pesci, ravennate che studiò a Bologna (dove eseguì decorazioni nei palazzi Malvasia, Malvezzi, Paleotti, Simonetti), e il giovane allievo Gaetano Lodi, appena ventenne, ridipinsero la volta della platea con motivi a chiaroscuro, in una rigida scansione degli elementi ancora neoclassica che però il gusto eclettico riempie di fregi rinascimentali, mentre il pittore figurista Antonio Muzzi decorò sei medaglioni con putti che suonano diversi strumenti musicali. Antonio Tognetti ricoprì con scagliola e stucco lucido le colonne e l'architettura del boccascena, mentre Vincenzo Testoni decorò a bassorilievo i parapetti dei palchi con ritratti di celebri autori, coperti con dorature dal bolognese Luigi Spagnoli. Nel corredo da scena i panni e le giunte furono dipinti da Luigi Busi. I meccanismi del palcoscenico furono costruiti dal macchinista del teatro Comunale di Bologna Pacifico Grati. Nel 1860 il teatro rinnovato fu inaugurato con la rappresentazione del Rigoletto di Giuseppe Verdi. 
Nel 1880 il teatro, ora amministrato dalla Deputazione Teatrale, eseguì miglioramenti all'impianto di illuminazione sistemando lampade a petrolio al posto delle candele. Nel 1887 Ivo Manzi dipinse un nuovo secondino. 
Essendo stato utilizzato come magazzino di cereali durante la prima guerra mondiale, vennero eseguiti lavori di ripristino a spese del Governo nel 1921. Nel 1933 la gestione del teatro viene affidata in concessione alla signora Berta Ballanti di Luigi per spettacoli di prosa e varietà (proibiti poi nel 1938 dalla Questura di Bologna), contemporaneamente a spettacoli cinematografici; per questo motivo fu montata una cabina di proiezione nel palco centrale del terzo ordine. 
Durante la seconda guerra mondiale, per un breve periodo, il teatro fu dichiarato inagibile per lo scoppio di una bomba in un locale attiguo.
La licenza della signora Ballanti fu revocata nel 1964 dopo che la Soprintendenza, nel 1961, si era dichiarata contraria al progetto di ripristino del cinematografo che prevedeva di abbattere gli ordini dei palchi per sostituirli con ampie gallerie, alzare il coperto nella zona del palcoscenico, inserire un grande schermo per il cinemascope e abbattere le colonne del boccascena. Nel 1971 scoppiò un incendio sotto la platea che provocò danni ai palchi del primo ordine e al piancito. Nel 1975, con finanziamento regionale, fu realizzato fino al rustico un nuovo solaio per la platea e per il palcoscenico, furono aperte due uscite di sicurezza e realizzato il golfo mistico. Le scelte progettuali non furono dichiarate idonee e i lavori di ripristino furono bloccati.
Nel 1982 è stato effettuato un restauro conservativo del coperto, delle strutture in legno e delle decorazioni. Il solaio della platea in laterizio e cemento costruito nel 1975 è stato mantenuto sovrapponendovi un pavimento ligneo sollevato di circa 40 cm, mantenendo una certa pendenza per ragioni di visuale e di acustica. Nei palchetti è stato conservato il solaio ligneo per il supporto dell'arellato decorato, mentre la parte superiore è stata scaricata sovrapponendovi una struttura in putrelle e tavelloni. Il palcoscenico in laterizio e cemento realizzato nel 1975 è stato completamente demolito e sostituito con struttura in legno e metallo. Il golfo mistico, anch'esso realizzato nel 1975, è stato mantenuto inserendo un pavimento mobile regolabile a tre livelli. Il graticcio ligneo originale del 1790 è stato mantenuto, ma non è a norma di sicurezza, mentre i camminamenti sono stati rifatti in metallo. Nei due camerini principali ottocenteschi sono stati conservati i soffitti decorati, ma in attesa di restauro. Le volte dell'atrio e delle scale, ottocentesche, sono state consolidate e le murature, in genere ben conservate, sono state talvolta integrate per ragioni di coibentazione termica. Sono stati rimossi la cabina di proiezione e lo schermo cinematografico. 
Nella sola stagione 1990-1991 sono state organizzate centotrenta manifestazioni tra spettacoli, conferenze e fino al 1993 anche concerti. 
Oggi il teatro svolge attività di prosa, conferenze e teatro per ragazzi.

## Architettura
L'interno mantiene intatta la struttura settecentesca che vorrebbe ricordare il prospetto di un edificio classico: un alto basamento in pietra (che comprende il primo ordine di palchi) dal quale si innalzano alti pilastri (che comprendono il secondo e il terzo ordine) coronati da una balaustra a cielo aperto (quarto ordine). Un forte slancio è dato a tutta la struttura della cavea dal bellissimo boccascena formato da due alte colonne corinzie dorate sormontate da una elegante trabeazione.